# Буньйоль
Буньйоль, Буньйол (ісп. Buñol (офіційна назва), валенс. Bunyol) — муніципалітет в Іспанії, у складі автономної спільноти Валенсія, у провінції Валенсія. Населення — 10 077 осіб (2010).

## Географія
Муніципалітет розташований на відстані близько 270 км на південний схід від Мадрида, 35 км на захід від Валенсії.

## Історія
1. ↑  Фізичні відстані розраховані за координатами муніципалітетів

## Демографія
Динаміка населення (INE ):

## Галерея зображень

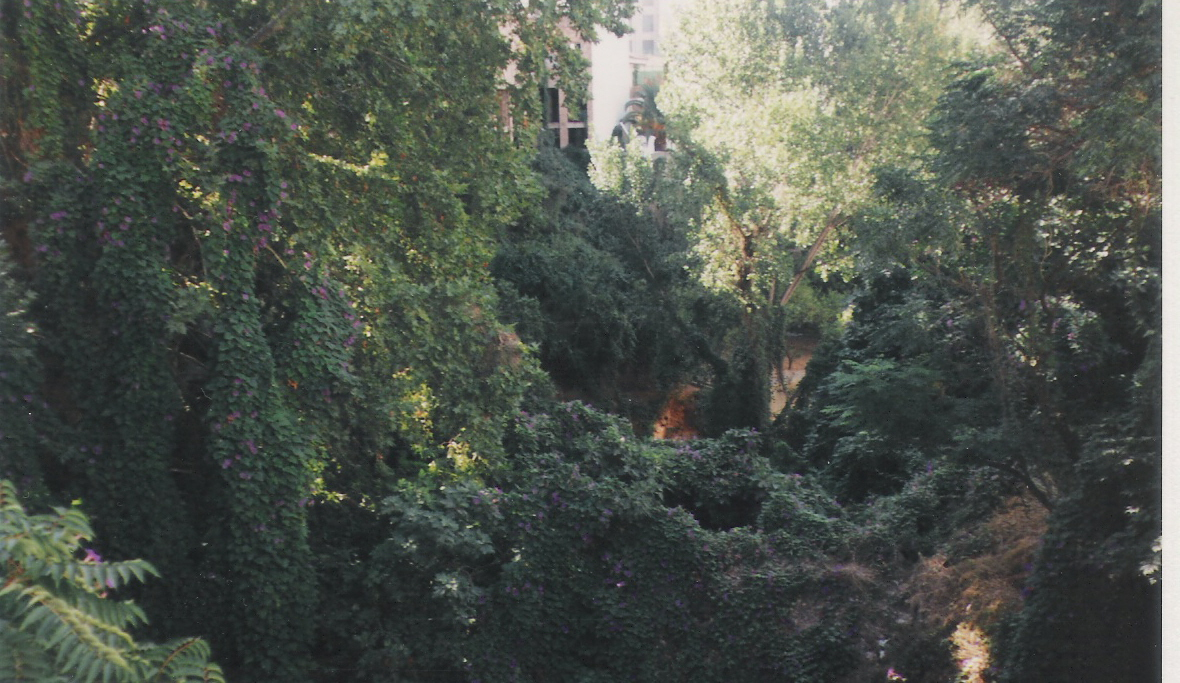
Річка Буньйоль
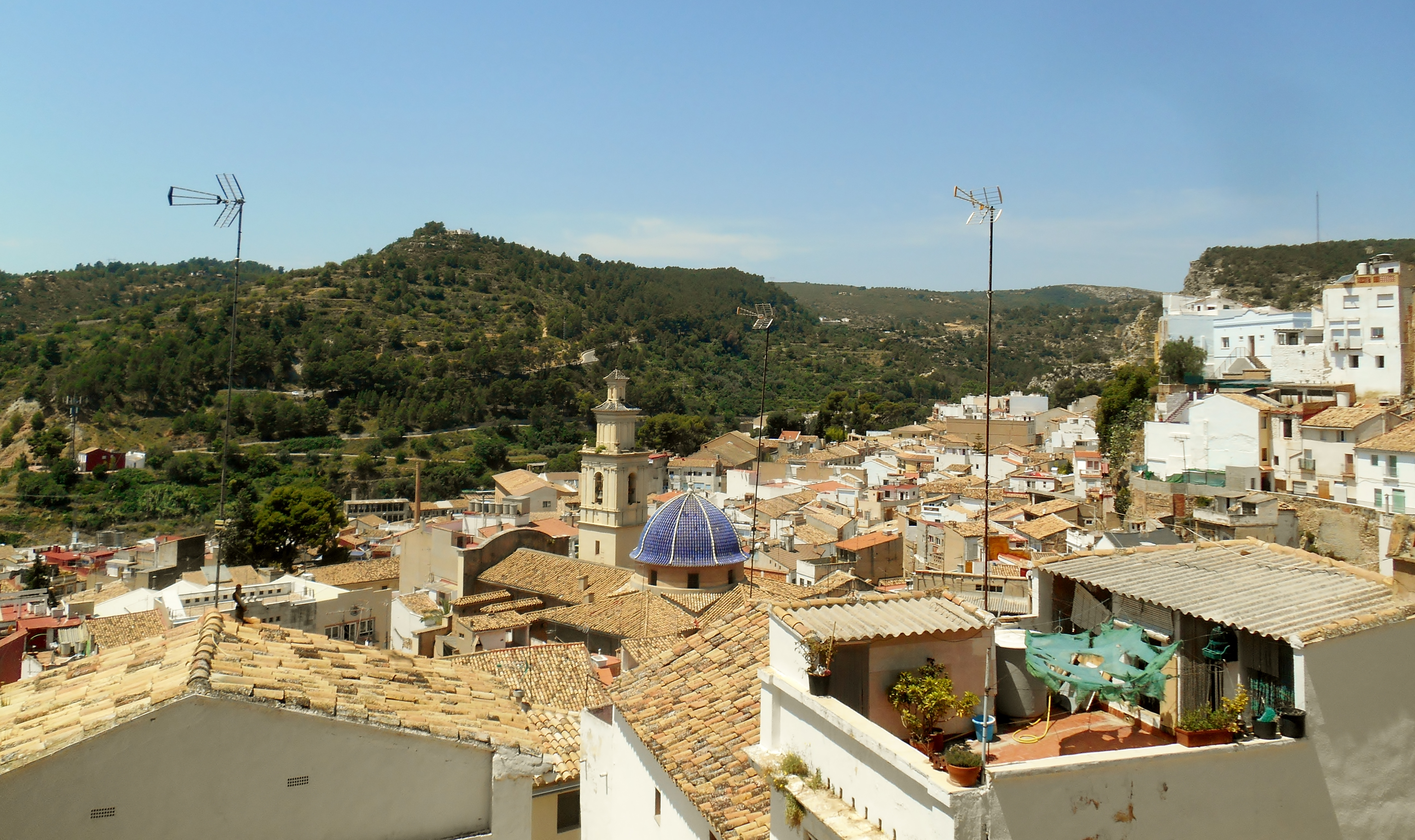
Вид з замку
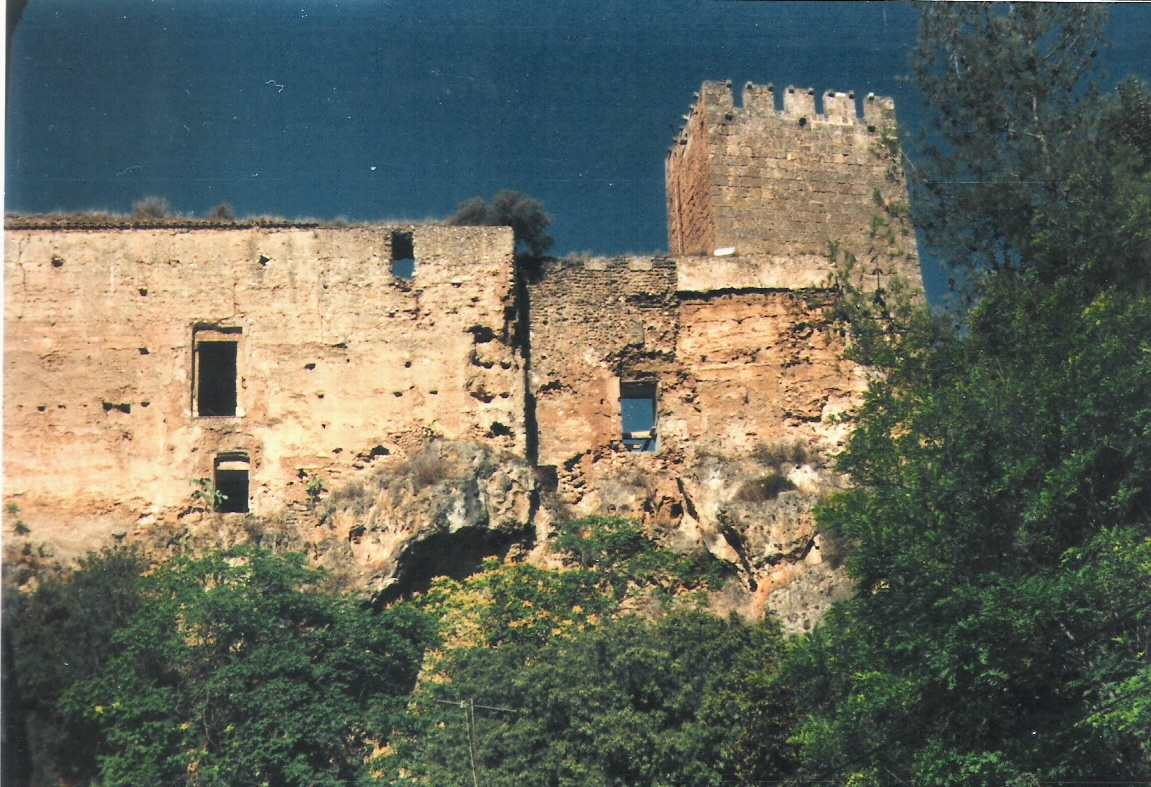
Замок Буньйоль